# Cima del Rosso
Cima del Rosso är en bergstopp i Schweiz.   Den ligger i distriktet Brig och kantonen Valais, i den södra delen av landet, 110 km sydost om huvudstaden Bern. Toppen på Cima del Rosso är 2 624 meter över havet, eller 258 meter över den omgivande terrängen. Bredden vid basen är 2,8 km.
Terrängen runt Cima del Rosso är huvudsakligen bergig, men den allra närmaste omgivningen är kuperad. Runt Cima del Rosso är det mycket glesbefolkat, med 7 invånare per kvadratkilometer.. Närmaste större samhälle är Saas-Fee, 14,1 km väster om Cima del Rosso. 
Trakten runt Cima del Rosso består i huvudsak av gräsmarker.